# Ганс Кребс
Ганс Кребс (нім. Hans Krebs; нар. 4 березня 1898, Гельмштедт — пом. 1 травня 1945, Берлін) — німецький генерал від інфантерії (1944), останній начальник верховного командування сухопутних військ вермахту (28 березня — 1 травня 1945). Кавалер Лицарського хреста Залізного хреста з Дубовим листям (1945). Учасник Першої та Другої світових воєн.

## Життєпис
З початком Першої світової війни 16-ти річний Кребс записався добровольцем в діючу армію. Воював на західному фронті. Після закінчення світової війни він продовжив військову кар'єру в рейхсвері.
У 1930 році був переведений у військове міністерство в Берлін. У 1933-35 роках Кребс був деякий час помічником німецького військового аташе в СРСР і проживав в Москві. Кребс добре розмовляв російською і особисто знав багатьох вищих воєначальників СРСР, в тому числі Жукова. З 1935 року служив у штабі 24-ї дивізії, з 1 жовтня 1937 року — в 11-му відділі Генштабу сухопутних військ.
З 15 грудня 1939 року — начальник штабу 7-го армійського корпусу, учасник Французької кампанії. В березні-травні 1941 року — заступник і в.о. військового аташе в Москві. Після оголошення війни СРСР разом з іншими дипломатами прибув у Берлін, де отримав призначення начальником штабу 7-го армійського корпусу, учасник боїв на радянсько-німецькому фронті. З 14 січня 1942 року — начальник штабу 9-ї армії, з 1 березня 1943 року — групи армій «Центр», з 5 вересня 1944 року — групи армій «В» на Заході. З 17 лютого 1945 року — помічник начальника Генштабу сухопутних військ з оперативних питань і начальник навчального відділу і адміністрації Головної квартири. З 29 березня 1945 року — в.о. начальника Генштабу сухопутних військ замість відправленого у відпустку генерал-полковника Гудеріана.
Знання російської мови допомогло йому вести свій останній діалог з Червоною армією 1 травня 1945 року. Після самогубства Адольфа Гітлера Кребс, за дорученням Йозефа Геббельса, брав участь в спробі укласти перемир'я з радянськими військами, які штурмували Берлін. Ще до 4 ранку він прибув в розташування генерал-полковника Чуйкова. В перемир'ї йому було відмовлено о 10 годині 15 хвилин. Радянське командування наполягало на беззастережній капітуляції.
В цей же день між 21:30 та 22.00, після того, як майже всі бажаючі залишили фюрербункер, Кребс разом з генералом Бургдорфом застрелився у своїй кімнаті в бункері, вистріливши з табельного пістолета собі в серце.

## Звання
- Фанен-юнкер (3 вересня 1914)
- Фанен-юнкер-єфрейтор (11 грудня 1914)
- Фанен-юнкер-унтер-офіцер (5 січня 1915)
- Фенріх (22 березня 1915)
- Лейтенант (18 червня 1915)
- Обер-лейтенант (31 липня 1925)
- Гауптман (1 жовтня 1931)
- Майор (1 січня 1936)
- Оберст-лейтенант (1 лютого 1939)
- Оберст (1 жовтня 1940)
- Генерал-майор (1 лютого 1942)
- Генерал-лейтенант (1 квітня 1943)
- Генерал піхоти (1 серпня 1944)

## Нагороди

### Перша світова війна
- Залізний хрест
  - 2-го класу (22 серпня 1915)
  - 1-го класу (6 лютого 1917)
- Королівський орден дому Гогенцоллернів, лицарський хрест з мечами
- Хрест «За військові заслуги» (Брауншвейг)
  - 2-го класу з бойовою відзнакою
  - 1-го класу
- Військовий Хрест Фрідріха-Августа (Ольденбург) 2-го і 1-го класу
- Нагрудний знак «За поранення» в чорному

### Міжвоєнний період
- Почесний хрест ветерана війни з мечами
- Медаль «За вислугу років у Вермахті» 4-го, 3-го, 2-го і 1-го класу (25 років)

### Друга світова війна
- Застібка до Залізного хреста
  - 2-го класу (14 травня 1940)
  - 1-го класу (18 травня 1940)
- Німецький хрест в золоті (26 січня 1942)
- Медаль «За зимову кампанію на Сході 1941/42»
- Лицарський хрест Залізного хреста з дубовим листям
  - Лицарський хрест (26 березня 1944)
  - Дубове листя (№749; 20 лютого 1945)